# Entre tierras
Entre tierras és una sèrie espanyola de televisió de melodrama escrita per Susana López Rubio, Juan Beiro i Joaquín Santamaría i dirigida per Humberto Miró, María Togores i Pablo Guerrero per a Antena 3 i Atresplayer. És una adaptació lliure espanyola de la minisèrie italiana La sposa, l'argument de la qual va ser creat originalment per Valia Santella. Va ser produïda per Boomerang TV i és protagonitzada per Megan Montaner, Unax Ugalde, Juanjo Puigcorbé, Carlos Serrano, Begoña Maestre, Llorenç González, Inma Cuevas, Belén Écija, Magdalena Tejado, Mateo Medina, Clara Garrido, Martín Abelló Sevillano, Inma Pérez-Quirós, Gonzalo Kindelán i Malena Gutiérrez.
Es va estrenar a Atresplayer el 10 de setembre de 2023 i va acabar el 10 de novembre del mateix any. La seva estrena posterior en televisió oberta, en Antena 3, es va produir al gener de 2024.

## Argument
María (Megan Montaner), una dona andalusa dedicada a cuidar de la seva família des que va morir el seu pare, decideix sacrificar-se pels seus i accepta casar-se amb un terratinent manxec que ve al seu poble buscant esposa, a canvi d'assegurar-se el benestar i el futur de la seva mare i germans.

## Repartiment

### Repartiment principal
- Megan Montaner - María Rodríguez
- Unax Ugalde - Manuel Cervantes † (Episodi 1 - Episodi 9)
- Begoña Maestre - Justa Martínez (Episodi 2 - Episodi 10)
- Clara Garrido - Claudia Barea / Claudia Cervantes (Episodi 1 - Episodi 8; Episodi 10)
- Carlos Serrano - José Aguilar (Episodi 1; Episodi 4 - Episodi 10)

#### Amb la col·laboració especial de
- Juanjo Puigcorbé com Ramón Cervantes Montero † (Episodi 1 - Episodi 7)

### Repartiment secundari
- Inma Pérez-Quirós - Sagrario (Episodi 1 - Episodi 2; Episodi 5 - Episodi ¿?)
- Magdalena Tejado - Luisa Rodríguez (Episodi 1 - Episodi 2; Episodi 4 - Episodi 6; Episodi 8 - Episodi ¿?)
- Mateo Medina - Guillermo Rodríguez (Episodi 1 - Episodi 2; Episodi 5 - Episodi ¿?)
- Martín Abelló - Nicolás Cervantes Herrero (Episodi 1 - Episodi 4; Episodi 6 - Episodi ¿?)
- Malena Gutiérrez - Mercedes † (Episodi 1 - Episodi 3)
- Llorenç González - Gabriel "Gabi" Expósito (Episodi 2 - Episodi ¿?)
- Belén Écija - Llanos Herrero † (Episodi 4)
- Marc Parejo - Alonso Herrero (Episodi 4)
- José Sospedra - Jorge Orduño (Episodi 4)
- Gonzalo Kindelán - Custodio (Episodi 6 - Episodi 10)
- Alba Gutiérrez - Inés (Episodi 7 - Episodi 9)
- Gonzalo Trujillo - Víctor Cervantes (Episodi 7)
- Maribel Ripoll - Ascensión (Episodi 9)

## Capítols
| Núm. | Títol         | Direcció       | Guió                                    | Data d’estrena a Atresplayer Premium | Estrena a Antena 3     |                   |
| ---- | ------------- | -------------- | --------------------------------------- | ------------------------------------ | ---------------------- | ----------------- |
| 1    | «Capítulo 1»  | Humberto Miró  | Susana López Rubio                      | 11 de gener de 2024                  | 10 de setembre de 2023 | 1 479 000 (14,5%) |
| 2    | «Capítulo 2»  | Humberto Miró  | Susana López Rubio y Juan Beiro         | 18 de gener de 2024                  | 17 de setembre de 2023 | 1 217 000 (9,4%)  |
| 3    | «Capítulo 3»  | Humberto Miró  | Susana López Rubio i Joaquín Santamaría | 25 de gener de 2024                  | 24 de setembre de 2023 | 1 415 000 (14,5%) |
| 4    | «Capítulo 4»  | María Togores  | Susana López Rubio y Juan Beiro         | 1 de febrer de 2024                  | 1 d’octubre de 2023    | 1 453 000 (13,7%) |
| 5    | «Capítulo 5»  | María Togores  | Susana López Rubio y Joaquín Santamaría | 8 de febrer de 2024                  | 8 d’octubre de 2023    | 1 312 000 (12,6%) |
| 6    | «Capítulo 6»  | María Togores  | Susana López Rubio y Juan Beiro         | 15 de febrer de 2024                 | 15 d’octubre de 2023   | Sense determinar  |
| 7    | «Capítulo 7»  | Pablo Guerrero | Susana López Rubio y Joaquín Santamaría | 22 de febrer de 2024                 | 22 d’octubre de 2023   | Sense determinar  |
| 8    | «Capítulo 8»  | Pablo Guerrero | Susana López Rubio y Juan Beiro         | 29 de febrer de 2024                 | 29 d’octubre de 2023   | Sense determinar  |
| 9    | «Capítulo 9»  | María Togores  | Susana López Rubio y Joaquín Santamaría | 7 de març de 2024                    | 5 de novembre de 2023  | Sense determinar  |
| 10   | «Capítulo 10» | Humberto Miró  | Susana López Rubio                      | 14 de març de 2024                   | 12 de novembre de 2023 | Sense determinar  |

## Producció
El 20 de juny de 2022, Antena 3 va anunciar que estava preparant juntament amb Boomerang TV una sèrie de drama, Entre tierras, que estaria protagonitzada per Megan Montaner. El rodatge de la sèrie va començar al setembre de 2022 a diferents localitats de Castella-la Manxa i Almería. Les porcions del rodatge a Almeria van concloure el 14 d'octubre de 2022.

## Llançament i màrqueting
Al juliol de 2022, es va anunciar que la sèrie seria estrenada al FesTVal al setembre de 2023. El 28 d'agost de 2023, Atresplayer va anunciar que estrenaria les sèries ¡Martita!, Entre tierras i Déjate ver a El 28 d'agost de 2023, Atresplayer va anunciar que estrenaria les sèries. En el cas d’Entre tierras, també es va anunciar la seva estrena en televisió tradicional a Antena 3 en un futur pròxim. L'1 de setembre de 2023, Atresplayer va treure el tràiler complet de la sèrie i va programar la seva estrena pel 10 de setembre de 2023.